# Ocyllus
Ocyllus là một chi nhện trong họ Thomisidae.